# Neue Lübecker
Die Neue Lübecker Norddeutsche Baugenossenschaft eG (Eigenschreibweise NEUE LÜBECKER Norddeutsche Baugenossenschaft) ist eine der größten Wohnungsbaugenossenschaften in Deutschland. Sie besitzt 15.807 Wohnungen in Schleswig-Holstein, Hamburg und Mecklenburg-Vorpommern. Sie beschäftigt sich mit dem Bau, Vermietung, Instandhaltung und Modernisierung von eigenen Wohnhäusern.

## Geschichte
Sie wurde am 14. November 1949 in Lübeck gegründet. Bereits am 1. April 1951 konnten 155 Familien und zum 1. Juli 1951 weitere 56 Familien Wohnungen im Philosophenviertel in Lübeck beziehen.
In den 1960er Jahren fusionierte die Neue Lübecker mit anderen Baugenossenschaften aus der näheren Umgebung in Schleswig-Holstein und schränkte die Neubautätigkeit aufgrund der steigenden Baukosten ein.
Die Ölkrise im Jahre 1973 gab den Anstoß zur ersten großen Modernisierungswelle. Die Fassaden der Häuser erhielten durchgängige Wärmedämmungen, Kunststofffenster und neue Heizungsanlagen. Im Jahre 1978 besaß die Neue Lübecker erstmals einen Bestand von mehr als 10.000 Wohnungen.
In den 1980er Jahren begegnete die Neue Lübecker dem Mangel an kleinen und preisgünstigen Wohnungen mit Umbauten. Große und schwer zu vermietende Wohnungen wurden in mehrere kleinere Einheiten geteilt. Im November 1986 folgten eine weitere Fusion mit der Gemeinnützigen Wohnungsbaugenossenschaft Elbmarsch eG. Als Folge wurde der Standort Elmshorn wesentlich ausgebaut.
Im Jahrzehnt der Grenzöffnung kam es zu einem regelrechten Run auf die westdeutschen Wohnungen. 1991 expandierte die Neue Lübecker nach Mecklenburg-Vorpommern und fusionierte mit dort ansässigen Wohnungsunternehmen, wie der „AWG-Aufbau“, anderen „Arbeiterwohnungsbaugenossenschaften“ und der „Wohnungsbaugenossenschaft Schwerin-West eG“. Ab 1993 musste ein Teil der neu erworbenen Häuser wegen des Altschuldenhilfegesetzes wieder verkauft werden. Er wurde vorzugsweise von den Mietern erworben. Zum 50-jährigen Firmenjubiläum zog die Baugenossenschaft in neue Räumlichkeiten um.
Im neuen Jahrtausend wurde durch Zukäufe oder Neubauten das Engagement in Hamburg, Hamburger „Randgebieten“ und weiteren Standorten gestärkt. Zu Beginn des Jahres 2012 ist die Neue Lübecker an über 36 Standorten mit ihren Wohnungen vertreten und weitet ihr Geschäftsgebiet auf Hamburg aus. Dort wird derzeit ein Neubauprojekt an der Luruper Hauptstraße errichtet. Das Neubaugebiet befindet sich auf dem ehemaligen Gelände der Hermes Schleifmittel GmbH.

### Organe
Zu den Gründern der Genossenschaft gehörte nach dem Zweiten Weltkrieg deren langjähriger Aufsichtsratsvorsitzender Alfred Gille (bis 1971).
Der Genossenschaft gehören derzeit 18.988 Mitglieder (Stand 2024) an. Vorsitzender des Aufsichtsrates ist Michael Voigt. Vorstandsmitglieder sind Marcel Sonntag und Uwe Heimbürge.

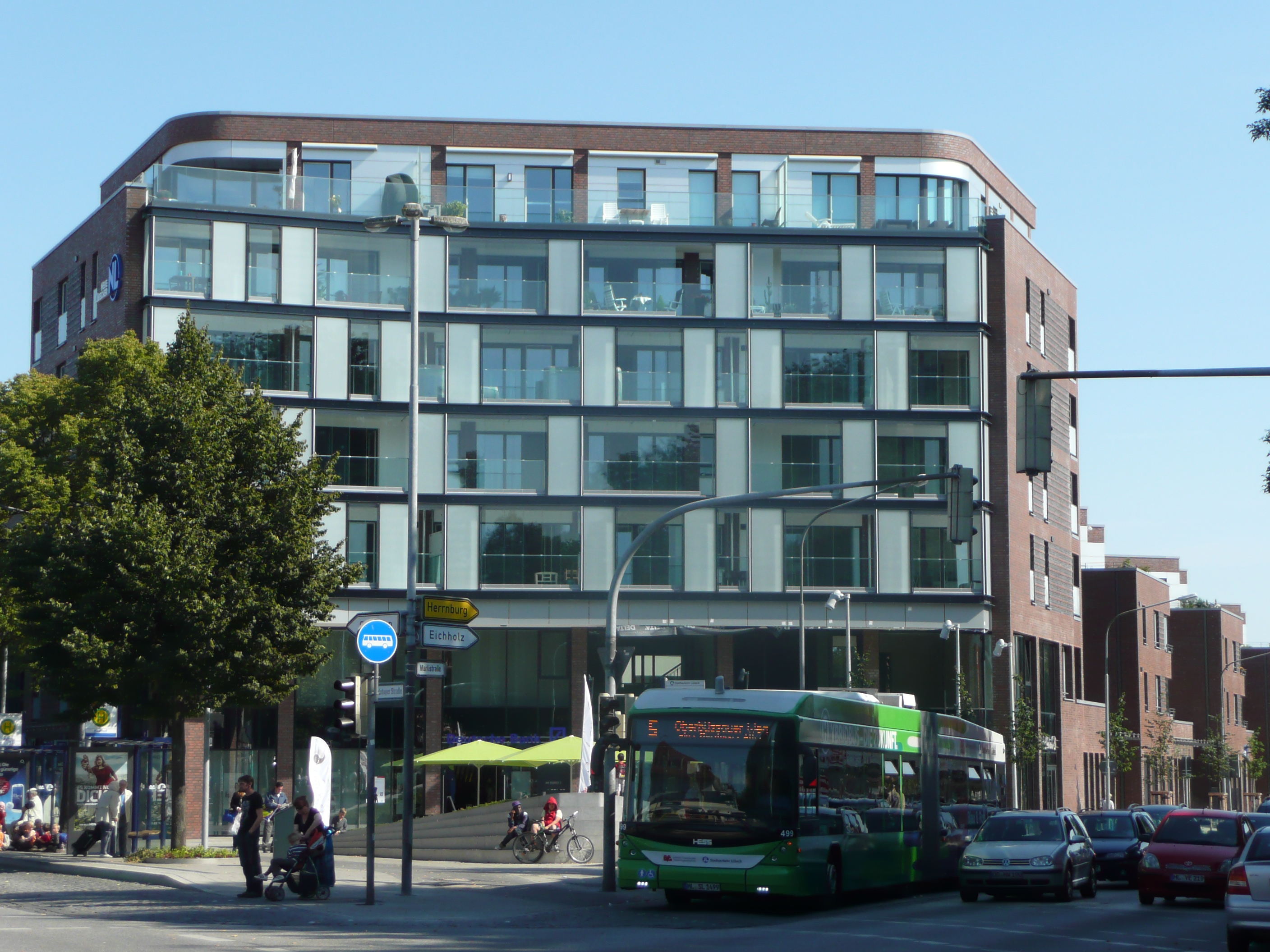
Der neue Kaufhof in Lübeck prägt seit 2012 den Stadtteil Marli/Brandenbaum.

### Struktur
Neben dem Hauptsitz in Lübeck unterhält die Genossenschaft noch ServiceCenter an den größten Standorten Lübeck, Ahrensburg, Elmshorn und Schwerin. Diese verfügen über eigene Budgetverantwortung und haben weiter ServiceBüros unter anderem in Crivitz, Hagenow oder Schwarzenbek unterstellt. Die Genossenschaft beschäftigte Ende 2024 165 Mitarbeiter in Voll-, Teilzeit und nebenberuflich.

## Bestände
Die größten Bestände der Genossenschaft befinden sich derzeit (Stand 31. Dezember 2018) in:
- Lübeck: 4.256 Wohnungen
- Schwerin: 4.621 Wohnungen
- Ahrensburg: 3.433 Wohnungen
- Elmshorn: 3.497 Wohnungen